# Ämmukare
Ämmukare ist eine unbewohnte Insel, 430 Meter von der größten estnischen Insel Saaremaa entfernt. Die Insel liegt in der Landgemeinde Saaremaa im Kreis Saare. Sie liegt in der Bucht Tepu laht im Kahtla-Kübassaare hoiuala.
Ämmukare ist 40 Meter lang und 20 Meter breit.